# Historischer Zyklus
Historischer Zyklus oder Königs-Zyklus ist die moderne Bezeichnung einiger alt- und mittelirischer Erzählungen.
Der irische Geschichtsprofessor Eugene O’Curry wählte diese Bezeichnung für historische, aber teilweise auch mythisch-sagenhafte Überlieferungen. Die Handlungen spielen im Zeitraum vom 3. Jahrhundert v. Chr. bis zum 11. Jahrhundert n. Chr., die Geschichten wurden zwischen dem 8. und 14. Jahrhundert n. Chr. in den heute erhaltenen Fassungen aufgezeichnet.
Besonders die Königslegenden sind sehr stark vertreten, was den Namen Königs-Zyklus hinreichend erklärt. Beispiele sind unter anderem Ailill Aulom, Cano mac Gartnáin, Cathair Mór, Conn Cétchathach, Cormac mac Airt, Diarmait mac Áedo Sláine, Guaire Aidne, Labraid Moen, Lugaid mac Con, Muirchertach mac Erca, Rónán mac Colmáin und Suibne. Die Handlung der Erzählung Bóruma mit der Hauptfigur des Königs Brian Boru erstreckt sich über einige Jahrhunderte.
Manche der im historischen Zyklus genannten Themen überschneiden sich aus dem oben genannten Grund mit Themen des mythologischen Zyklus.